# Сисуи
Сисуи (яп. 酒々井町 Сисуи-мати) — посёлок в Японии, находящийся в уезде Имба префектуры Тиба. Площадь посёлка составляет 19,02 км², население — 21 180 человек (1 августа 2014), плотность населения — 1113,56 чел./км².

## Географическое положение
Посёлок расположен на острове Хонсю в префектуре Тиба региона Канто. С ним граничат города Нарита, Сакура, Индзай, Ятимата, Томисато.

## Население
Население посёлка составляет 21 180 человек (1 августа 2014), а плотность — 1113,56 чел./км². Изменение численности населения с 1980 по 2005 годы:
| 1980 | 12 807 чел. |  |
| 1985 | 17 463 чел. |  |
| 1990 | 19 298 чел. |  |
| 1995 | 20 019 чел. |  |
| 2000 | 19 885 чел. |  |
| 2005 | 21 385 чел. |  |

## Символика
Деревом посёлка считается слива японская, цветком — нарцисс, птицей — Zosterops japonicus.